# Piero Puricelli
Pour les articles homonymes, voir Puricelli.
Piero Puricelli (né le 4 avril 1883 à Milan – mort dans la même ville le 8 mai 1951), comte di Lomnago, était un ingénieur et un homme politique italien de la première moitié du XXe siècle, qui fut à l'origine de la construction des premières autoroutes au monde, en Italie, et qui devint en 1929 sénateur.

## Biographie
Diplômé en génie civil, il sera le premier au monde à prendre en considération l'évolution future du trafic routier et a conçu en 1920 un nouveau type de route plus sûre et pouvant absorber un fort trafic. Il déposa un traité sur le sujet dans lequel il définit les caractéristiques des autoroutes d'aujourd'hui.

### Le projet de la première autoroute/autostrada du Monde
C'est immédiatement après la fin de la Première Guerre mondiale, dès la dépression engendrée par le conflit et alors que la relance économique allait démarrer, que l'ingénieur Piero Puricelli conçut le projet de ce qui allait permettre le fantastique essor de l'automobile, l'autoroute. Piero Puricelli avait ainsi défini son projet de nouvelle route : « une route nouvelle réservée exclusivement au trafic à moteur ».
En 1922 l’ingénieur Piero Puricelli prépara le projet de l'Autoroute des Lacs Autostrada dei Laghi entre Milan et les deux grands lacs italiens de Côme et Majeur. Le 20 septembre 1923 le premier tronçon de l'autoroute de Milan jusqu'à Gallarate, avec un échangeur à Legnano, fut inauguré en la présence du Roi d'Italie Victor-Emmanuel III.
Pour l'époque ce fut un évènement futuriste extraordinaire car le nombre total de véhicules à moteur circulant en Italie était de 40 000 dont la moitié en Lombardie. C'est à peine un an plus tard, le 21 septembre 1924, que le reste de l'autoroute menant jusqu'à Varèse sera inauguré. Ce sera la première autoroute construite dans le monde (si l'on excepte l'AVUS berlinoise construite en 1921, qui avait un double usage de route et de circuit d'essai pour prototypes).

### L'Autodromo Nazionale di Monza
L'ingénieur Puricelli ne travailla pas uniquement sur les projets de routes et autoroutes. Il sera également le créateur d'ouvrages particuliers comme l'Autodrome de Monza.
La conception du projet avait été confiée par le directeur de l'Automobile Club de Milan, Arturo Mercanti, aux ingénieurs Alfredo Rosselli et Piero Puricelli, qui conçurent une piste de vitesse et une piste routière, reliées entre elles afin de pouvoir les utiliser simultanément. La longueur globale de la piste était de 10 km.
La construction de l'autodrôme fut décidée en janvier 1922 et les dirigeants de l'Automobile Club de Milan voulaient y célébrer le 25e anniversaire de sa création. Les travaux débutèrent le 15 mai 1922 et en seulement 110 jours, l'ensemble fut réalisé. Le premier tour de piste sera effectué le 28 juillet 1922 par Pietro Bordino et Felice Nazzaro sur une voiture Fiat 570.
L’Autodrôme National de Monza sera le troisième circuit permanent à être réalisé au monde. Les deux autres sont le circuit d'Indianapolis aux États-Unis et le circuit britannique de Brooklands, qui a été détruit depuis. Le choix de Monza, déjà à l'époque fut le fruit d'études poussées environnementales, notamment pour limiter les nuisances sonores, mais aussi pour rester proches de la ville de Milan afin de limiter les frais et les temps de déplacement. Les terrains proposés par les communes de Gallarate et de Gagnola toutes proches de Milan seront écartés par les administrateurs de l'ACI qui leur préférèrent le Parc proche de la Villa Royale de Monza.
Le circuit a été réputé pour être le plus rapide du monde.

## Carrière politique
Piero Puricelli est nommé le 26 février 1929 sénateur sur proposition du Parti national fasciste et le reste jusqu'à sa déchéance prononcée par la Alta Corte di Giustizia per le Sanzioni contro il Fascismo (Haute Cour de Justice pour les sanctions contre le fascisme) en 1945, pour avoir fait partie des « sénateurs tenus responsables d'avoir maintenu le fascisme et rendu possible la guerre tant par leurs votes, que par leurs actions individuelles, y compris la propagande en dehors et à l'intérieur du Sénat. »
Le comte Piero Puricelli meurt à Milan, le 8 mai 1951, à l'âge de 68 ans.